# Паровая насосная станция Вауда
Паровая насосная станция Вауда, Ваудагемал (нидерл. Ir. D.F. Woudagemaal) — крупнейшая паровая насосная станция. Расположена около Леммера, провинция Фрисландия, Нидерланды. Построена в 1920 году для защиты от наводнений, выкачиванию избыточной воды из Фрисландии. По состоянию на 2008 год станция остаётся действующей.
Станция построена Дирком Ваудой (нид.), главным инженером провинциального управления водными ресурсами Фрисландии, совместно с инженером Dijxhoorn (нид.). Здание станции выполнено в традициях Амстердамской школы. На станции установлены параллельно четыре комплекса паровых двигателей и восемь центробежных насосов, построенных N. V. Machinefabriek Jaffa (нид.) в Утрехте.
Станция была открыта 7 октября 1920 года королевой Вильгельминой.
В 1955 году шесть угольных котлов станции были заменены четырьмя новыми котлами Werkspoor, которые в 1967 году были переведены на нефть. Начиная с 1966 года, значение насосной станции резко снизилось, так как рядом была введена в эксплуатацию новая насосная станция J.L. Hooglandgemaal. С тех пор станция Ваудагемал включается лишь на несколько дней в году.
В 1998 году Ваудагемал внесён в Список Всемирного наследия ЮНЕСКО.